# 小行星6475
小行星6475（英語：6475 Refugium）是一颗围绕太阳公转的小行星。1987年9月29日，P. Wild在齐美尔瓦尔德发现了此天体。
这颗小行星的绝对星等为76.01403561402668等。